# Asparagus spinescens
Asparagus spinescens — вид рослин із родини холодкових (Asparagaceae).

## Біоморфологічна характеристика
Це кущ заввишки 35 см.

## Середовище проживання
Ареал: ПАР (Капські провінції).